# Hannes Trinkl
Hannes Trinkl (n. 1 februarie 1968, Steyr, Austria Superioară, Austria) este un schior alpin ce a reprezentat Austria, medaliat olimpic. A participat la o ediție a Jocurilor Olimpice (1998) în care a câștigat o medalie de bronz.

## Participări
Lista de mai jos prezintă principalele competiții la care a participat Hannes Trinkl de-a lungul carierei.
- alpine skiing at the 1998 Winter Olympics – men's downhill[*]